# Queen Victoria School

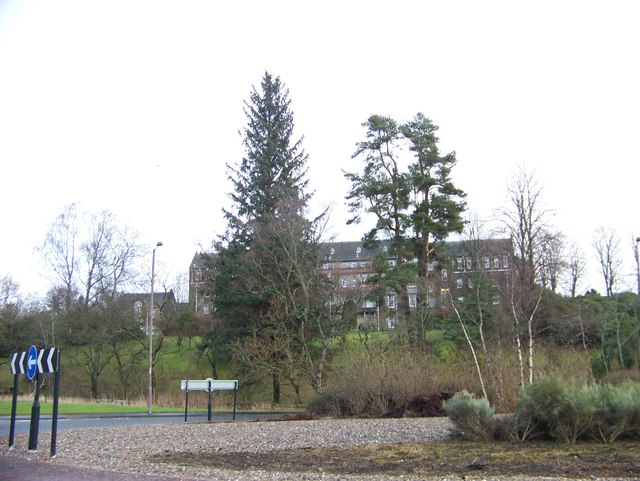
Queen Victoria School

Die Queen Victoria School ist ein seit 1908 bestehendes Internat in der schottischen Kleinstadt Dunblane in der Council Area Stirling. Das Schulgebäude wurde 1971 in die schottischen Denkmallisten in der höchsten Denkmalkategorie A aufgenommen. Die zugehörige Kapelle ist eigenständig ebenfalls als Kategorie-A-Bauwerk klassifiziert.

## Geschichte
Die durch das britische Verteidigungsministerium finanzierte Schule wurde nach Beendigung des Zweiten Burenkriegs im Jahre 1908 erbaut und am 28. September desselben Jahres eröffnet. Sie steht nur den Kindern schottischer Militärangehöriger offen. Zunächst eine reine Knabenschule, steht der Zugang seit 1996 auch Mädchen offen. Das Lehrpersonal rekrutiert sich mittlerweile zu weiten Teilen aus zivilen Lehrkräften.

## Schulbetrieb
Obschon durch das Verteidigungsministerium finanziert, ist die Queen Victoria School keine Militärschule. Jedoch steht der Besuch weiterhin nur den Kindern schottischer Soldaten offen. Neben den üblichen Unterrichtsfächern werden die Schüler auch im militärischen Marschieren und Paradieren unterrichtet. Mehrfach jährlich finden Paraden unter Einbeziehung der schulischen Marschkapelle statt. Es besuchen rund 250 Schüler die weiterführende Schule, die ausschließlich als Interne auf dem Schulgelände wohnen.

## Gebäude
Die Queen Victoria School steht am Nordrand Dunblanes. Für den Entwurf im Stil der schottischen Neorenaissance zeichnet der schottische Architekt John Archibald Campbell verantwortlich. Das vierstöckige Gebäude weist grob einen E-förmigen Grundriss auf. Die Fassaden sind mit Harl verputzt mit abgesetzten Natursteindetails. Die Hauptfassade ist symmetrisch aufgebaut.

## Kapelle
Die Kapelle steht südlich des Schulgebäudes. Wie auch das Schulgebäude wurde sie von John Campbell entworfen und zwischen 1908 und 1909 errichtet. Die Kreuzkirche mit niedrigem Vierungsturm ist im Stile der späten schottischen Neogotik gestaltet. Natursteindetails sind von den Harl-verputzten Fassaden abgesetzt. Der Vierungsturm schließt mit einem schiefergedeckten, spitzen Helm.